# Turdus boulboul
Turdus boulboul е вид птица от семейство Turdidae.

## Разпространение
Видът е разпространен в Бутан, Виетнам, Индия, Китай, Лаос, Мианмар, Непал, Пакистан и Тайланд.